# Mimulopsidinae
Mimulopsidinae E.Tripp, 2013 è una sottotribù di piante angiosperme appartenenti alla famiglia delle Acantacee.

## Etimologia
Il nome della sottotribù deriva dal suo genere tipo Mimulopsis Schweinf., 1868 il cui nome è stato dato per la somiglianza delle specie di questo genere con quelle del genere Mimulus.
Il nome scientifico della sottotribù è stato definito dal botanico contemporaneo Erin Anne Tripp nella pubblicazione "Phylogenetic Relationships within Ruellieae (Acanthaceae) and a Revised Classification" del 2013.

## Descrizione

### Portamento
Il portamento delle specie di questa sottotribù comprende da specie arbustive a piccoli alberi. Sono presenti anche piccole piante erbacee perenni oppure rampicanti (Eremomastax).

### Foglie
Le foglie, subsessili o picciolate, lungo il caule normalmente sono disposte in modo opposto. La lamina ha delle forme da ellittiche a allargate (ovato-lanceolate) con margini da crenati o dentati; con apice acuminato e base subcordata. Le vene secondarie sono poche o inesistenti; la lamina è moderatamente pubescente.

### Infiorescenze
Le infiorescenze sono terminali o ascellari (in verticilli) e con fiori sessili o brevemente pedicellati in forme panicolate o spighe terminali. Le cime possono essere dicasiali. In alcune specie le infiorescenze sono molto ramificate. Nelle infiorescenze sono presenti delle brattee verdi strette e caduche mentre le bratteole (filiformi) possono essere sia presenti (in genere 2) che assenti. Le infiorescenze possono essere vischiose-pelose.

### Fiori
I fiori sono ermafroditi e zigomorfi; sono inoltre tetraciclici (ossia formati da 4 verticilli: calice– corolla – androceo – gineceo) e pentameri (i verticilli del perianzio hanno più o meno 5 elementi ognuno).
- Formula fiorale:[9]

X, K (5), [C (2+3), A 2+2 o 2] G (2/supero), capsula
- Il calice, gamosepalo, è formato da 5 profondi lobi subuguali (calice attinomorfo). La forma dei lobi è molto stretta (lacinie lineari) con apici acuminati. La superficie può essere molto ghiandolare-pubescente.

- La corolla, gamopetala, è formata da un breve tubo ampiamente campanulato terminate con 5 lobi subuguali o con forme subbilabiate (corolla più o meno attinomorfa). In Mellera la corolla è distintamente bilabiata (zigomorfa: il labbro superiore ha due lobi, quello inferiore ne ha tre). I lobi possono essere carenati. Internamente nella gola sono presenti tricomi. Durante la gemmazione i lobi sono contorti. I colori sono da marrone a rossiccio, giallo, viola o blu chiaro.

- L'androceo è formato da 2-4 stami fertili (se sono 4 sono didinami). Gli stami sono adnati alla corolla e in genere sono sporgenti. Le antere hanno due teche parallele (in alcune specie una sola a forma di sperone). È presente un disco nettarifero. Il polline ha delle forme ellissoidi di tipo da triporato a tricolpoporato con 12 strutture pseudocolpate.

- Il gineceo è formato da un ovario supero bicarpellare (a due carpelli connati - ovario sincarpico) e quindi biloculare e superficie glabra. La placentazione in generale è assile. Ogni loggia può contenere 8 o più ovuli. Gli ovuli possono essere anatropi o campilotropi con un solo tegumento e sono inoltre tenuinucellati (con la nocella, stadio primordiale dell'ovulo, ridotta a poche cellule).[13] Lo stilo è filiforme con un solo stigma.

### Frutti
I frutti sono delle capsule con 6 - 8 semi. I semi hanno la superficie ricoperta da tricomi igroscopici. I semi sono provvisti di un funicolo persistente (il retinacolo è uncinato). L'endosperma in genere è assente. La deiscenza dei frutti è elastica (derivata dalla particolare placentazione dell'ovario).

## Biologia
Le specie di questo raggruppamento si riproducono prevalentemente per impollinazione tramite insetti quali api, vespe, falene e farfalle (impollinazione entomogama), ma anche tramite uccelli  (impollinazione ornitogama).
La dispersione dei semi avviene inizialmente a causa del vento (dispersione anemocora); una volta caduti a terra sono dispersi soprattutto da insetti tipo formiche (mirmecoria).

## Distribuzione e habitat
Questa sottotribù è diffusa in Africa tropicale e in Madagascar.

## Tassonomia
La famiglia delle Acanthacee comprende 208 generi con oltre 4.500 specie. La famiglia è suddivisa in 4 sottofamiglie; la sottotribù Mimulopsidinae appartiene alla tribù Ruellieae della sottofamiglia Acanthoideae, caratterizzata soprattutto dalla presenza di cistoliti nelle foglie e del retinacolo nei semi.

### Generi
La sottotribù si compone di 4 generi e 30 specie:
- Eremomastax Lindau (1 sp.)
- Heteradelphia Lindau (2 spp.)
- Mellera S.Moore (7 spp.)
- Mimulopsis Schweinf. (20 spp.)

### Filogenesi

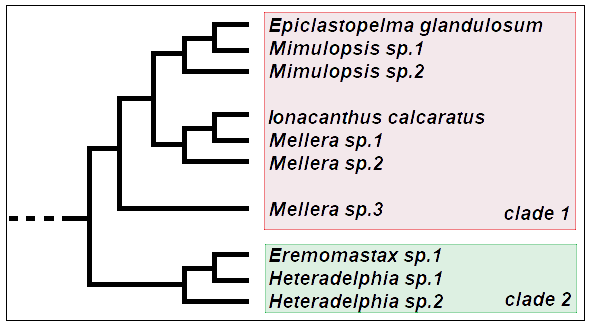
Cladogramma della sottotribù

All'interno della tribù Ruellieae la sottotribù Mimulopsidinae occupa, da un punto di vista filogenetico, una posizione abbastanza centrale e insieme alla sottotribù Petalidiinae formano un "gruppo fratello". Queste due gruppi fanno parte di un clade ("TMPSH") fortemente sostenuto, composto oltre dalle sue sottotribù citate anche dalle seguenti altre sottotribù: Trichantherinae, Hygrophilinae e Strobilanthinae. Il clade TMPSH forma una "politomia basale" all'interno delle Ruellieae ed è unito, da un punto di vista morfologico, dalla presenza di polline di tipo porato o colpoporato e pseudocolpato con i pori dalle labbra prominenti. Nel sottogruppo "Hygrophilinae+(Petalidiinae+Mimulopsinae)" si trovano piante con polline 12-pseudocolpoporato; questo è un carattere che viene ipotizzato essere diagnostico per tale gruppo. Un altro carattere di questo gruppo (e quindi della sottotribù Mimulopsinae) è la configurazione a spina di pesce delle corolle (petali carenati), che presumibilmente funziona come guida al nettare per gli insetti pronubi.
I caratteri principali della sottotribù Mimulopsinae e che la dividono dalla sottotribù "sorella" Petalidiinae sono:
- gli ovuli per ovaia sono 8 o più;
- i semi hanno dei tricomi igroscopici la cui presenza è limitata ai margini del seme stesso (i tricomi mancano completamente nella specie Heteradelphia);
- le foglie si questo gruppo hanno dei margini da crenati a dentati e delle venature secondarie minime o assenti.

La seguente tabella mette in evidenza i caratteri comuni e non del gruppo Mimulopsis+Mellera:
| Carattere                                                                                      | Mimulopsis | Mellera |
| ---------------------------------------------------------------------------------------------- | ---------- | ------- |
| corolle con tricomi o spine lunghe e rigide che si allineano al labbro inferiore e/o alla gola | si         | si      |
| foglie lungamente picciolate con margini da crenati a dentati                                  | si         | si      |
| lobi dei calici obovati o spatulati                                                            | si         | si      |
| teche mancanti di appendici                                                                    | si         | no      |
| teche dei quattro stami provviste di appendici                                                 | no         | si      |
| corolle subattinomorfe con tubo breve e gola espansa (forma campanulata)                       | si         | no      |
| corolle più fortemente zigomorfe con tubo basale più lungo della parte espansa                 | no         | si      |

L'altro clade ("clade 2") di questa sottotribù comprende i due generi Eremomastax e Heteradelphia. Differenze marcate morfologiche tra le specie dei due generi sono: in Eremomastax tutti i cinque lobi della corolla comprendono il labbro inferiore (quindi manca completamente un labbro superiore); in Heteradelphia le corolle hanno lo schema standard (due lobi in alto e tre in basso).
Il cladogramma a lato, tratto dallo studio citato e semplificato, mostra l'attuale conoscenza filogenetica della sottotribù.